# Bernardino della Croce
Bernardino della Croce (Riva San Vitale, 1502 – Roma, 15 agosto 1568) è stato un vescovo cattolico svizzero-italiano, vescovo di Casale tra il 1546 e il 1548, poi di Asti nel 1548 ed infine di Como fino al 1559.

## Biografia
Bernardino della Croce, barnabita, era stato canonico della Basilica di San Pietro. Consacrato vescovo di Casale il 26 maggio 1546, accolse il nuovo governatore di Milano Ferrante I Gonzaga fratello del duca di Mantova e la madre Margherita Paleologa, nella visita a sua madre Anna d'Alençon.
Papa Paolo III lo trasferì  alla diocesi di Asti ed il Boatteri dice che ricusasse il vescovato astigiano per umiltà, ma il Cappelletti scrive che Bernardino il 24 settembre 1548, accettò la reggenza della cattedra di Como, rimasta vacante dopo la morte di Cesare Trivulzio. Tuttavia, Bernardino non prese subito possesso della diocesi comense: restò invece a Roma presso la corte del cardinale Alessandro Farnese, nipote di papa Paolo III, cercando di farsi nominare cardinale.
Inviò a come vicario il fratello Rodolfo primicerio della metropolita di Milano.
Non avendo raggiunto il proprio scopo, il 15 novembre 1550 Bernardino giunse a Como. Durante il proprio episcopato, si prodigò a restaurare il palazzo vescovile e la chiesa di Riva San Vitale intitolando quest'ultima alla Santa Croce; inoltre dovette affrontare questioni quali un tentativo di diffusione del calvinismo in Valtellina e la lacrimazione della Madonna del Fiume di Dongo. 
Il 7 aprile 1559, Bernardino rinunciò alla cattedra di Como a favore del comasco Giovanni Antonio Volpe (già vicario generale dello stesso Bernardino) e lasciò in eredità tutti i suoi beni alla Chiesa di Como.
Nel 1568 morì a Roma; venne sepolto nella basilica di San Pietro, nella cappella di Santa Maria del Soccorso.

## Successione apostolica
La successione apostolica è:
- Vescovo Giovan Mario de Alessandris (1567)